# Ganekogorta
Ganekogorta est une montagne située dans le massif de Ganekogorta, entre la Biscaye et l'Alava qui culmine à 999 mètres d'altitude. Elle s'élève au sud de Bilbao, au Pays basque (Espagne).

## Géographie

### Situation, topographie
Le Ganekogorta est le sommet le plus élevé du système montagneux au sud de Bilbao. Entre la ville et ce dernier s'élève le Ganeta, à 691 mètres d'altitude. Le sommet principal est constitué par une crête dont la face nord présente une végétation importante et dont la pente est modérée, et dont la face sud est une falaise rocheuse qui se termine dans les vallées d'Okondo et de Zollo.
La ligne de crête a trois sommets différents : à l'est le Biderdi (871 mètres), le sommet central correspond au Ganekogorta, et le sommet ouest est le Galarraga (901 mètres).
La frontière avec l'Alava est à cinq mètres du sommet géodésique du sommet principal.

### Faune
Par beau temps, des rapaces du comedero de Carranza (aire de nourriture de Carranza) viennent jusque sur les crêtes. Les versants accueillent des bovins, des caprins et des équidés.

### Panorama
- Au nord on aperçoit tout Bilbao, Pagasarri et la montagne Sollube.
- Au nord-est on voit la montagne Oiz, Galdakao, Durango… et la montagne Ereño.
- À l'est on voit les roches du Durangaldea, Udalatx inclus, si le jour est dégagé on peut voir le massif d'Aralar.
- Au sud on voit le Gorbeia et l'Aketegi, les montagnes les plus élevées du Pays basque.
- Au sud-ouest on voit Amurrio, Llodio, Orduña et la sierra Salvada.
- À l'ouest on voit Valle de Mena[3] et les Enkarterri.
- Au nord-ouest on voit les montagnes de Triano et l'Abra.

## Histoire
Le Ganekogorta a été une des montagnes « sonnantes » de Biscaye, d'où on appelait les membres pour les assemblées générales (fors) en sonnant dans des cors depuis leur sommet.
Cette montagne a vu naître le montagnisme basque, de fait, le nom de la montagne vient de « ganecogortos », la première association de montagnards de Biscaye fondée en 1870.
Le point géodésique a été installé en 1967. Sur son sommet il y a aussi une table d'orientation de 2005. La construction d'un parc éolien est prévue entre le Ganekogorta et le Galarraga.

## Itinéraires
Pour monter au Ganekogorta l'itinéraire principal passe au préalable par Pagasarri. De là, prendre la piste forestière en direction du sud pour arriver au col. Le chemin bifurque : un sentier entame la montée vers le Ganekogorta et l'autre atteint la crête par la face sud. Il est possible de relier ce dernier avec Zollo et le versant alavais. L'ascension depuis Zollo ou Laudio est assez difficile par ses changements de pente et nécessite de monter jusqu'au col de Kruziaga, frontière inter-provinciale (près de la source d'Altxisketa). Prendre ensuite le chemin de l'ouest et effectuer la montée.